# Morgan Tsvangirai
Morgan Tsvangirai (wym. ang. [ˈtʃæŋɡɪraɪ], wym. shona: [ts͎aŋɡira.i]; ur. 10 marca 1952 w Gutu w prowincji Masvingo, zm. 14 lutego 2018 w Johannesburgu) – zimbabweński polityk i związkowiec, działacz na rzecz praw człowieka, przewodniczący Ruchu na rzecz Demokratycznej Zmiany od 30 września 1999 do 14 lutego 2018, premier Zimbabwe od 11 lutego 2009 do 11 września 2013.

## Życiorys

### Młodość
Urodził się w dystrykcie Gutu w ówczesnej Rodezji Południowej jako najstarsze z dziewięciorga dzieci. Jego ojciec był stolarzem i murarzem. Po ukończeniu szkoły w 1974, zaczął pracę w kopalni niklu w Mashonaland Central. Pracował pod ziemią 10 lat, awansując ze stanowiska robotnika fizycznego do stanowiska brygadzisty.

### Działalność związkowa
Jako zasłużony pracownik został przewodniczącym jednej z filii Związku Pracowników Kopalń, a następnie został wybrany w skład organu decyzyjnego Narodowego Związku Pracowników Kopalń (National Mine Workers Union). W 1987 został sekretarzem generalnym Kongresu Związków Zawodowych Zimbabwe (ZCTU, Zimbabwe Congress of Trade Unions).
Zerwał sojusz krajowych związków zawodowych z rządzącą partią ZANU-PF (Afrykański Narodowy Związek Zimbabwe – Front Patriotyczny). Z powodu wzmocnienia władzy i roli Tsvangiraiego w związku oraz rozrostu samego ruchu, stosunki z władzą i prezydentem Robertem Mugabe zaczęły się pogarszać. Tsvangirai padł ofiarą zastraszania i przemocy. Przeżył w tym czasie trzy próby zamachu, w tym jedną w 1997, kiedy nieznany sprawca wtargnął do jego biura na 10. piętrze i próbował wypchnąć go przez okno.

### Działalność polityczna
W 1997 współtworzył i stanął na czele pozarządowej organizacji, Narodowe Zgromadzenie Konstytucyjne (National Constitutional Assembly). Organizacja ta zrzeszała pojedynczych obywateli Zimbabwe, organizacje społeczne, związki zawodowe, studentów i organizacje młodzieżowe, organizacje kobiet, organizacje kościelne, środowiska biznesowe oraz organizacje broniące praw człowieka. Wszystkie te grupy w ramach wspólnej organizacji prowadziły kampanię na rzecz reformy konstytucyjnej i przestrzegania praw demokratycznych.
We wrześniu 1999 założył partię polityczną Ruch na rzecz Demokratycznej Zmiany (MDC, Movement for Democratic Change), sprzeciwiającą się dyktatorskiej władzy prezydenta Mugabe.
W marcu 2002 wziął udział w wyborach prezydenckich. Według oficjalnych wyników przegrał z Robertem Mugabe (56,2%), zdobywając 41,9% głosów poparcia. Wybory w powszechnej ocenie zostały jednak w znacznej mierze sfałszowane. Zdarzały się częste przypadki używania przemocy, wpływania na media, manipulacji spisami wyborców oraz procesem samego zliczania oddanych głosów.

### Prześladowania
W październiku 2000 został aresztowany pod zarzutem zdrady stanu i zagrażaniu bezpieczeństwu prezydenta Roberta Mugabe. Zaraz potem w Harare odbył się wiec poparcia 40 tysięcy zwolenników MDC, na którym domagano się wypuszczenia na wolność ich lidera. W późniejszym czasie zarzuty wobec Tsvangiraiego zostały oddalone.
W kolejnych latach osoba przywódcy opozycji była ciągłym celem ataków rządzących. W maju 2003 Tsvangirai został aresztowany pod zarzutem wzniecania przemocy krótko po tym, jak udzielił wywiadu na konferencji prasowej.

#### Incydent w 2007
11 marca 2007, dzień po swoich 55. urodzinach, został aresztowany w czasie wiecu na przedmieściach Harare. Według późniejszych informacji został przetransportowany do bazy wojskowej Cranborne Barracks, gdzie był następnie torturowany przez siły specjalne. W wyniku tego doznał poważnych obrażeń, włącznie z wieloma głębokimi ranami i opuchlizną ciała i twarzy. Po zwolnieniu z aresztu wymagał natychmiastowej hospitalizacji. Konieczna była także transfuzja krwi.
28 marca 2007 policja dokonała nalotu na siedzibę Ruchu na rzecz Demokratycznej Zmiany w Harare i ponownie aresztowała Tsvangiraiego. Wydarzenia spotkały się z międzynarodową krytyką i potępieniem. Zostały określone jako szczególnie brutalne.
We wrześniu 2007 spotkał się z prezydentem RPA Thabo Mbekim, by przeprowadzić poważne rozmowy w sprawie porozumienia rządzącej partii ZANU-PF z Ruchem na rzecz Demokratycznej Zmiany przed przyszłymi wyborami prezydenckimi i parlamentarnymi w Zimbabwe.

### Wybory prezydenckie w 2008
29 marca 2008 w Zimbabwe odbyły się wybory prezydenckie i parlamentarne. Głównymi kandydatami byli: Robert Mugabe z partii ZANU-PF, Morgan Tsvangirani z MDC oraz Simba Makoni jako kandydat niezależny. Komisja wyborcza zwlekała z ogłoszeniem oficjalnych wyników do 2 maja 2008. W tym czasie, na wniosek partii Mugabe doszło w części okręgów wyborczych do powtórnego liczenia głosów. Według oficjalnych wyników, wybory w pierwszej turze wygrał Morgan Tsvangirai (47,9% głosów), przed Robertem Mugabe (42,3% głosów). Oznaczało to, że niezbędna okazała się II tura głosowania, która powinna była się odbyć w okresie trzech tygodni. Według MDC wyniki głosowania zostały częściowo sfałszowane, gdyż zdaniem opozycji Tsvangirai zdobył 50,3% głosów.
W międzyczasie, przed ogłoszeniem wyników I tury wyborów, partia rządząca wysłała w teren swoje bojówki policyjne w celu zastraszenia kandydatów i wyborców opozycji. Administracja Mugabe zamówiła również w ChRL broń, która przetransportowana została do wybrzeży Afryki na statku „An Yue Jiang”, jednakże żadne z państw nadmorskich nie zezwoliło na jej rozładunek w swoim porcie.
Komisja Wyborcza przesunęła datę II tury wyborów o ponad miesiąc, wyznaczając jej termin na 27 czerwca 2008. Dało to wystarczająco dużo czasu reżimowi Mugabe do przeprowadzenia zorganizowanej akcji zastraszenia i demobilizacji swoich przeciwników politycznych. W wyniku działania bojówek paramilitarnych, w okresie kampanii przedwyborczej śmierć odniosło prawie 90 działaczy MDC, zniszczono 20 tysięcy domów, a 200 tysięcy osób zostało zmuszonych do ucieczki z nich, co jednocześnie uniemożliwiało im oddanie głosu. W tej sytuacji, 22 czerwca 2008 Tsvangirai ogłosił wycofanie się z wyścigu wyborczego, uzasadniając to niemożliwością przeprowadzenia wolnych i uczciwych wyborów, a także obawą o życie i bezpieczeństwo swoich zwolenników. 24 czerwca 2008 MDC oficjalnie dostarczyło dokumenty o wycofaniu się Tsvangiaraiego z wyborów, jednak Komisja Wyborcza nie uznała ich, oświadczając że zgodnie z prawem powinny one zostać złożone co najmniej 21 dni przed dniem głosowania. Tego samego dnia, 22 czerwca 2008, Tsvangirai w obawie o własne bezpieczeństwo schronił się w ambasadzie Holandii w Harare, którą opuścił dopiero 1 lipca 2008.
II tura wyborów prezydenckich w Zimbabwe odbyła się 27 czerwca 2008. Mimo deklaracji o wycofaniu się z wyborów Tsvangiraiego, na kartach do głosowania widniało jego nazwisko oraz nazwisko Roberta Mugabe. Według oficjalnych wyników, ogłoszonych 29 czerwca 2008, jednogłośnym zwycięzcą został Mugabe z wynikiem 85,5% (2,150 mln) głosów. Tsvangirai uzyskał 9,3% (233 tys.) głosów, a 5,2% (131 tys.) głosów oddano nieważnych. 30 czerwca 2008 Robert Mugabe został po raz szósty zaprzysiężony na stanowisku prezydenta.

### Negocjacje polityczne i premier Zimbabwe

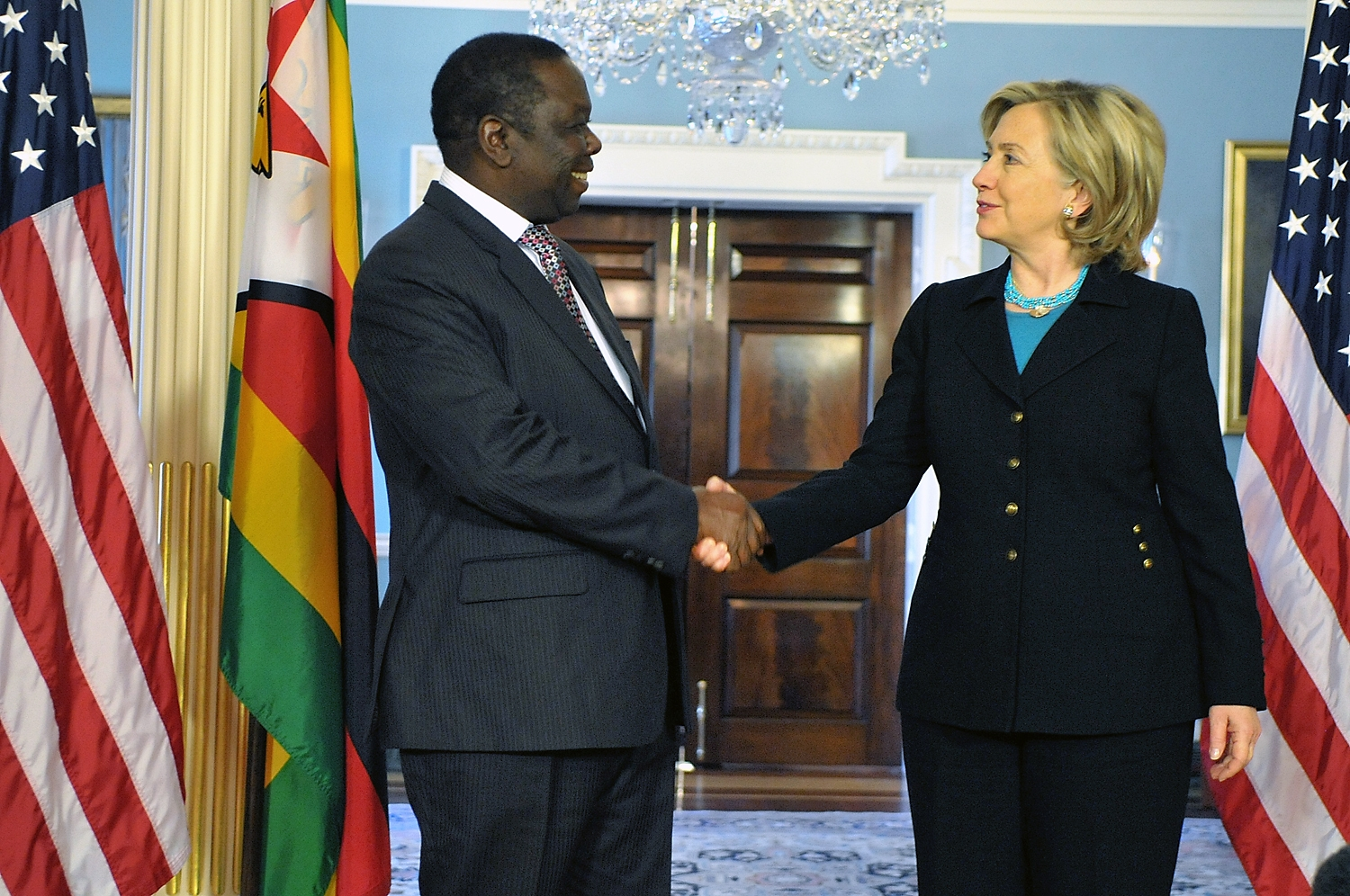
Morgan Tsvangirai i Hillary Clinton, 10 maja 2010

10 lipca 2008 pod presją państw Wspólnoty Rozwoju Afryki Południowej (SADC) doszło do pierwszych rozmów między ZANU-PF i MDC na temat podziału władzy i utworzenia wspólnego rządu. 21 lipca 2008 w obecności prezydenta RPA Thabo Mbekiego po raz pierwszy Tsvangirai spotkał się i ucisnął dłoń Robertowi Mugabe. Tego samego dnia dwaj przywódcy podpisali „Memorandum porozumienia”, które określało podstawowe zasady negocjacji i harmonogram przyszłych spotkań. Właściwe negocjacje polityczne między dwoma ugrupowaniami rozpoczęły się następnego dnia, 22 lipca 2008 i były wielokrotnie przerywane i zawieszane. Tsvangirai spotkał się ponownie z Mugabe 16 sierpnia 2008 w czasie szczytu państw SADC w Johannesburgu.
9 września 2008 wraz z przybyciem do Harare prezydenta Mbekiego rozpoczął się ostatni etap rozmów. 11 września 2008 obie strony ogłosiły osiągnięcie kompromisu. 15 września 2008 Tsvangirai i Mugabe, w obecności delegacji państw SADC, podpisali porozumienie o podziale władzy i utworzeniu rządu jedności narodowej. Wedle uzgodnionych postanowień, urząd premiera Zimbabwe przypadł Tsvangirainiemu, a urząd prezydenta – Robertowi Mugabe. Spośród przyszłych 31 ministrów, 16 tek przypadło opozycyjnemu Ruchowi na rzecz Demokratycznej Zmiany (MDC) (w tym resorty: gospodarki, sprawiedliwości, policji i samorządu), a 15 dotychczas rządzącej ZANU-PF.
Kolejnym etapem negocjacji były szczegółowe rozmowy na temat składu rządu i poprawek do konstytucji, ustanawiających urząd premiera Zimbabwe. Tsvangirai spotkał się z Mugabe 14 października 2008, jednak rozmowy zakończyły się niepowodzeniem. Głównym punktem sporu była kontrola nad ministerstwem spraw wewnętrznych, do którego pretensje rościły sobie obie strony. 20 października 2008 zaplanowano dalsze rozmowy w czasie szczytu SADC w Suazi, jednakże nie doszło do nich, gdyż Tsvangirai nie otrzymał paszportu i nie wyjechał za granicę. Spotkanie przełożono na 27 października 2008 do Harare, jednak i wówczas nie osiągnięto żadnego porozumienia.
10 listopada 2008 sprawa utworzenia rządu jedności narodowej była omawiania w czasie szczytu SADC w Johannesburgu. Zaproponowano na nim natychmiastowe utworzenie rządu oraz wspólną kontrolę dwóch partii nad MSW. Tsvangirai odrzucił jednakże taką ewentualność, a prezydent Mugabe zagroził utworzeniem rządu samodzielnie.
26 stycznia 2009 w Harare odbyło się kolejne spotkanie liderów państw SADC z udziałem Tsvangiraiego i Mugabe. Uzgodniono wówczas ostateczne warunki i kalendarz formowania rządu. Ustalono wspólną kontrolę nad ministerstwem spraw wewnętrznych, uchwalenie poprawki do konstytucji w dniu 5 lutego 2009 oraz zaprzysiężenie Tsvangiraiego na stanowisku premiera 6 dni później. Cały rząd miał zostać zaprzysiężony do 13 lutego 2009.
29 stycznia 2009 Tsvangirai oficjalnie potwierdził akceptację warunków porozumienia przez MDC. 5 lutego 2009 obie izby parlamentu przyjęły jednogłośnie poprawkę do konstytucji, ustanawiającą stanowisko premiera.
Objął urząd premiera 11 lutego 2009.
31 lipca 2013 przegrał wybory prezydenckie z Robertem Mugabe uzyskując 33,94% głosów wobec 61,09% zwycięzcy. Nie uznał wyników wyborów powołując się na liczne nieścisłości. Wybory zostały uznane przez niezależnych obserwatorów za sfałszowane. 11 września 2013 Robert Mugabe zniósł urząd premiera Zimbabwe, tym samym pozbawiając Tsangiraia dotychczasowego stanowiska.
26 kwietnia 2014 biuro polityczne Ruchu na rzecz Demokratycznej Zmiany zawiesiło Morgana Tsvangiraia w prawach członka partii i odwołało z funkcji lidera ugrupowania. Wkrótce później Tsvangirai powrócił na swoje stanowisko.

## Życie prywatne
W 1978 poślubił młodszą od siebie o sześć lat Susan, z którą miał sześcioro dzieci. Pani Tsvangirai unikała mediów, ale według działaczy MDC odgrywała ważną rolę zarówno w karierze politycznej męża – pomagając mu przetrwać najtrudniejsze chwile prześladowań – jak w całej działalności opozycji w Zimbabwe. Odwiedzała m.in. więzionych przez reżim prezydenta Mugabe aktywistów.
6 marca 2009 Morgan i Susan Tsvangirai ulegli poważnemu wypadkowi drogowemu – kiedy podróżowali samochodem terenowym ze stolicy do swojego domu na prowincji, jadąca obok ciężarówka nagle zjechała na ich pas i uderzyła w ich samochód, który przekoziołkował trzykrotnie. Premier Zimbabwe odniósł jedynie niewielkie obrażenia głowy i szyi, natomiast jego żona nie przeżyła wypadku i zmarła zaraz po przewiezieniu do szpitala. 7 marca 2009 premier Tsvangirai udał się na kilkudniową rehabilitację do sąsiedniej Botswany.